# 올림픽 칠레 선수단
올림픽 칠레 선수단은 칠레 대표로 올림픽에 참가하는 선수단이다. 칠레는 1896년 하계 올림픽에 참가한 14개국 중 하나라고 주장하며 1948년 동계 올림픽에 데뷔했다. 매 올림픽에 칠레가 파견한 국가대표팀은 1934년 창설된 이래로 칠레 올림픽 위원회의 후원을 받아 왔으며 국제 올림픽 위원회의 승인을 받아 왔다. 칠레 올림픽 위원회가 설립되기 전에는 칠레 육상 연맹의 후원으로 선수들이 올림픽에 파견되었다.
올림픽에서 칠레를 대표하는 선수들은 총 13개의 메달을 획득했으며, 테니스는 메달을 가장 많이 생산하는 스포츠이다. 칠레는 아직 동계 올림픽에서 메달을 획득하지 못했다.

## 종목별 메달 집계
| 경기   | 금 | 은 | 동 | 합계 |
| ------ | -- | -- | -- | ---- |
| 테니스 | 2  | 1  | 1  | 4    |
| 육상   | 0  | 2  | 0  | 2    |
| 승마   | 0  | 2  | 0  | 2    |
| 복싱   | 0  | 1  | 2  | 3    |
| 사격   | 0  | 1  | 0  | 1    |
| 축구   | 0  | 0  | 1  | 1    |
| 합계   | 2  | 7  | 4  | 13   |

## 같이 보기
- 분류:칠레의 올림픽 참가 선수